# Red (sång)
"Red" är en sång av den amerikanska sångerskan Taylor Swift från hennes fjärde studioalbum Red. Sången  släpptes som albumets femte singel den 24 juni 2013. "Red" skrevs av Swift som även producerade den tillsammans med Dann Huff och Nathan Chapman. Sången debuterade som #6 på Billboard 100, #2 på Hot Digital Songs och #2 på Hot Country Songs.

## Bakgrund
Taylor gav ett smakprov av sången i Good Morning America. I sången leker Swift med idén om att färger beskriver hennes känslor i ett förhållande. Innan hon spelade sången förklarade Swift dess mening: "Jag skrev den här sången för att vissa saker är svåra att glömma bort eftersom känslorna som är involverade är väldigt intensiva. För mig är intensiva känslor röda." Swift förklarade även att hon bestämde sig för att namnge albumet efter den här sången eftersom sångtexten omfattar albumets tema.

## Liveframträdanden
Swift framförde sången live för första gången vid BBC Radio Teen Awards den 7 oktober 2012 som hölls i Wembley Arena i London. Hon framförde även sången vid 2013 års upplaga av CMT Awards den 5 juni 2013.

## Topplistor och certifikat

### Topplistor
| Lista (2012-13)                   | Topplacering |
| --------------------------------- | ------------ |
| Australien (ARIA)                 | 30           |
| Frankrike (SNEP)                  | 103          |
| Irland (IRMA)                     | 25           |
| Kanada (Canadian Hot 100)         | 5            |
| Nya Zeeland (RIANZ)               | 14           |
| Spanien (PROMUSICAE)              | 46           |
| Storbritannien (UK Singles Chart) | 26           |
| USA (Billboard Hot 100)           | 6            |
| USA (Hot Country Songs)           | 2            |

### Certifikat
| Land       | Certifikat | Försäljning |
| ---------- | ---------- | ----------- |
| USA (RIAA) | Platina    | 1,000,000   |